# Rzepin Pierwszy
Rzepin Pierwszy – wieś w Polsce, położona w województwie świętokrzyskim, w powiecie starachowickim, w gminie Pawłów.
Do 1954 roku istniała gmina Rzepin. W latach 1975–1998 miejscowość położona była w województwie kieleckim.
Przez miejscowość przebiega droga wojewódzka nr 756.
Wierni Kościoła rzymskokatolickiego należą do parafii Chrystusa Odkupiciela w Rzepinie.

## Części wsi
| SIMC    | Nazwa      | Rodzaj    |
| ------- | ---------- | --------- |
| 0260853 | Gawronice  | część wsi |
| 0260830 | Plewa      | część wsi |
| 0260860 | Rzepin-Dół | część wsi |

## Historia
Wieś z rodowodem historycznym sięgającym X wieku, początkowo własność szlachecka komesa Radosława, następnie od roku 1180 klasztoru bożogrobców w Miechowie. Od roku 1339 do 1819 własność klasztoru łysogórskiego na Świętym Krzyżu.
W drugiej połowie XIX wieku istniała gmina Rzepin, z urzędem gminy w Radkowicach. Gminę o powierzchni 12307 mórg, zamieszkiwało wówczas 5102 mieszkańców.